# Nicolae Ceaușescu
Nicolae Ceaușescu (pronunciaciónⓘ; Scornicești, Reino de Rumania; 26 de enero de 1918-Târgoviște, Rumania; 25 de diciembre de 1989) fue un político rumano que fue el segundo y último líder comunista de Rumania, sirviendo como secretario general del Partido Comunista Rumano de 1965 a 1989. Ampliamente considerado como un dictador, fue el jefe de Estado del país de 1967 a 1989, sirviendo como presidente del Consejo de Estado desde 1967 y como el primer presidente desde 1974. Fue derrocado y ejecutado en la Revolución rumana en diciembre de 1989 junto con su esposa Elena Ceaușescu, como parte de una serie de levantamientos anticomunistas en Europa del Este ese año.
Su gobierno estuvo marcado en la primera década por una apertura hacia Europa Occidental y Estados Unidos, y mantuvo una política externa de relativa independencia respecto a la Unión Soviética. Continuó una tendencia preestablecida por su predecesor, Gheorghe Gheorghiu-Dej, quien había logrado persuadir a la URSS de que retirase sus tropas en 1958, y criticó la invasión soviética de Checoslovaquia en 1968. Sin embargo, durante la segunda década del gobierno de Ceaușescu el régimen se volvió más brutal y represivo. Instauró un riguroso culto a su personalidad, un exacerbado nacionalismo y un total deterioro de las relaciones internacionales con el bloque occidental, China e Israel, a semejanza de la Unión Soviética.
Debido a esta política autoritaria y represiva, en contraste con las reformas liberalizadoras que se llevaban a cabo en el resto de Europa Oriental, en diciembre de 1989 Ceaușescu fue derrocado tras una sublevación popular. Capturado cuando intentaba huir del país junto a su esposa Elena, ambos fueron condenados por un tribunal militar bajo los cargos de genocidio, subversión del Estado mediante acción armada contra el pueblo, destrucción de la economía y del patrimonio nacional y desfalco. Hallados culpables, fueron ejecutados tras la sesión sumaria en los tribunales de dos horas televisada para todo el país. Después del juicio, se demostró que no hubo un genocidio donde fueron asesinadas 4.630 personas durante las protestas en Timisoara, tal y como había publicado la prensa occidental, sino que la cifra se rebajó a 93 muertos, siendo los muertos enseñados en televisión cadáveres desenterrados del cementerio de personas fallecidas antes de las protestas. lo cual no redujo culpa o sentencia.

## Biografía

### Primeros años

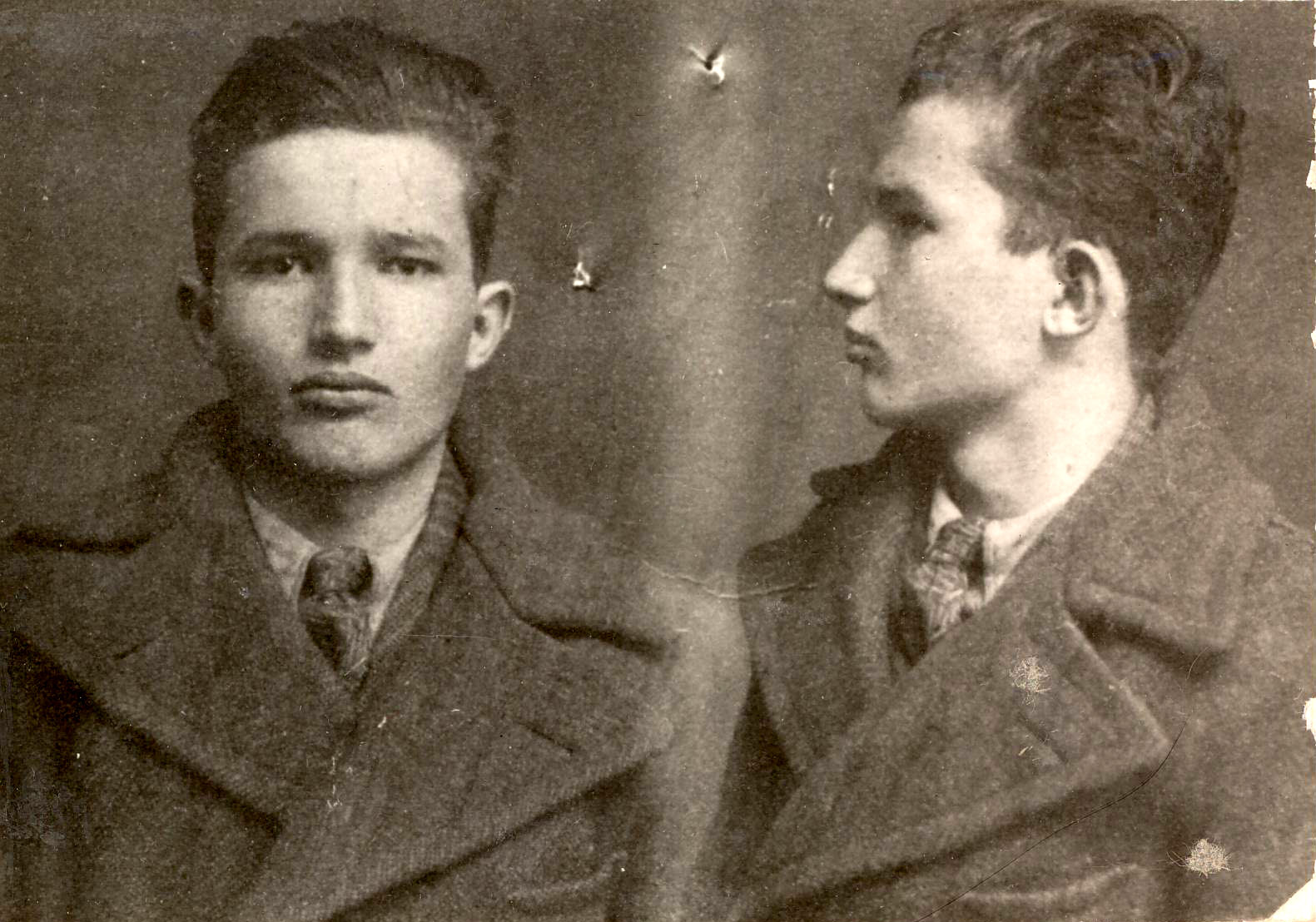
Imagen policial del joven Nicolae Ceaușescu en 1936.

Nacido en la villa de Scornicești en Oltenia, hijo de Alexandrina —su madre, hija de un oficial del ejército de Tudor Vladimirescu— y Andruță Ceaușescu —su padre, un pastor de Gorj y defensor del Partido Campesino—, Nicolae Ceaușescu se trasladó a Bucarest con once años de edad para trabajar en fábricas. A comienzos de 1932 ingresó en el Partido Comunista de Rumania, entonces ilegal, y fue arrestado por primera vez en 1933 por altercados en las calles durante una huelga. Un año más tarde, en 1934, fue arrestado de nuevo por recoger firmas a favor de unos trabajadores del ferrocarril a quienes se estaba procesando y dos veces más por actividades similares. Estas detenciones le granjearon la descripción de "peligroso agitador comunista" y "distribuidor activo de propaganda comunista y antifascista" en los archivos policiales. Pasó, pues, a la clandestinidad, pero fue capturado y encarcelado en la prisión de Doftana en 1936 durante dos años por actividades antifascistas.
Mientras estuvo en prisión conoció a Elena Petrescu, en 1940, con quien se casó en 1946 y que tendría un rol fundamental en su vida política durante el resto de su carrera. En 1940 fue arrestado y encarcelado de nuevo. En 1943 fue trasladado al campo de concentración de Târgu Jiu, donde compartió celda con Gheorghe Gheorghiu-Dej y se convirtió en su protegido. Tras la Segunda Guerra Mundial, cuando Rumania comenzaba a caer en la influencia soviética, Ceaușescu fue secretario de la Unión de la Juventud Comunista (1944-1945).
Cuando los comunistas llegaron al poder en Rumania, en 1947, fue nombrado ministro de Agricultura y viceministro de las Fuerzas Armadas bajo el gobierno de Gheorghe Gheorghiu-Dej y nombrado mayor general en 1950. También ocupó el cargo de viceministro de Defensa y jefe de la Dirección Superior de Política del Ejército. En 1952, Gheorghiu-Dej lo llevó al Comité Central del Partido, meses después de la "Facción Moscovita" liderada por Ana Pauker. En 1954 se convirtió en miembro pleno del Politburó y, finalmente, se alzó con el segundo puesto más importante en la jerarquía del partido.

### Líder de Rumanía

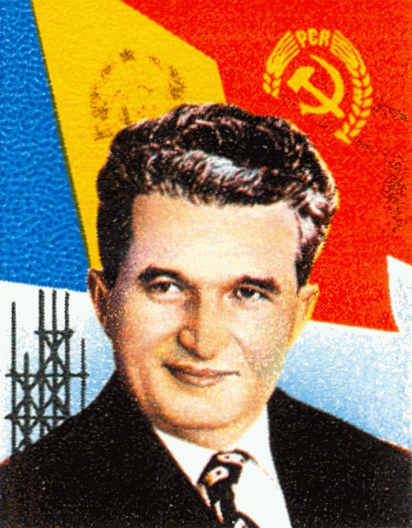
Ceaușescu en una postal de 1988.

Con la muerte de Gheorghe Gheorghiu-Dej en marzo de 1965, Ceaușescu pasó a ser líder del Partido Comunista Rumano (tras una disputa con Gheorghe Apóstol) y en 1967 llegó a la presidencia del Consejo del Estado convirtiéndose en una figura popular, gracias a su política independiente, que desafiaba la influencia de la Unión Soviética en el país.
En 1974, Ceaușescu convirtió su puesto de presidente del Consejo de Estado en una presidencia ejecutiva de pleno derecho. Fue elegido por primera vez para este cargo en las elecciones presidenciales de Rumania de 1974, y sería reelegido cada cinco años hasta 1989.
Aunque Ceaușescu había sido jefe de Estado nominal desde 1967, simplemente había sido el primero entre iguales en el Consejo de Estado, derivando su poder real de su condición de líder del partido. Sin embargo, el nuevo cargo lo convirtió en el máximo responsable de la toma de decisiones de la nación, tanto de nombre como de hecho. Estaba facultado para llevar a cabo aquellas funciones del Consejo de Estado que no requerían plenos.
También nombró y destituyó al presidente de la Corte Suprema y al fiscal general cuando la legislatura no estaba en sesión. En la práctica, desde 1974 en adelante, Ceaușescu gobernó con frecuencia por decreto. Con el tiempo, usurpó muchos poderes y funciones que nominalmente estaban conferidos al Consejo de Estado en su conjunto.
Efectivamente, Ceaușescu ahora tenía todo el poder de gobierno en la nación; prácticamente todas las instituciones del partido y del Estado estaban subordinadas a su voluntad. Los principios del centralismo democrático, combinados con las sesiones poco frecuentes de la legislatura (se reunían en sesión plenaria solo dos veces al año) significaron que para todos los efectos, sus decisiones tenían fuerza de ley.

#### Relaciones internacionales

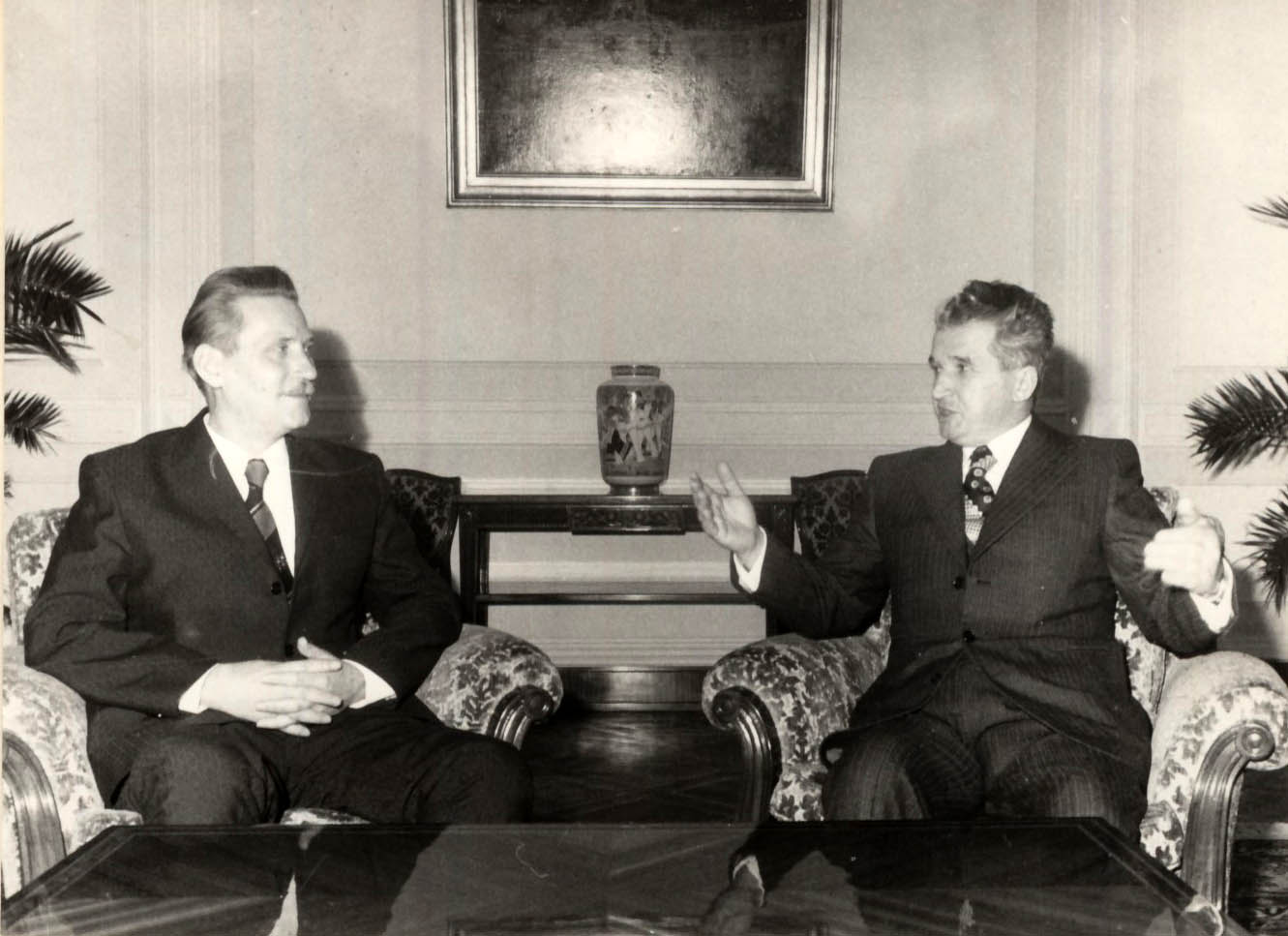
Nicolae Ceauşescu y György Lázár (1976).

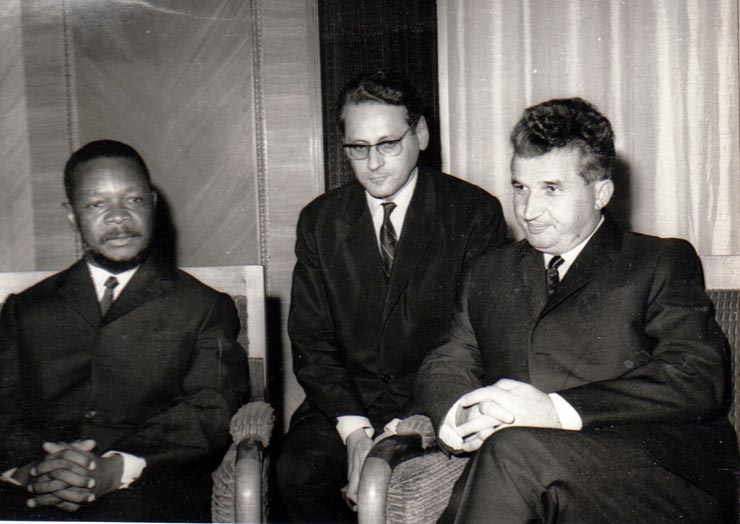
Ceaușescu en una reunión con el presidente Jean-Bédel Bokassa.

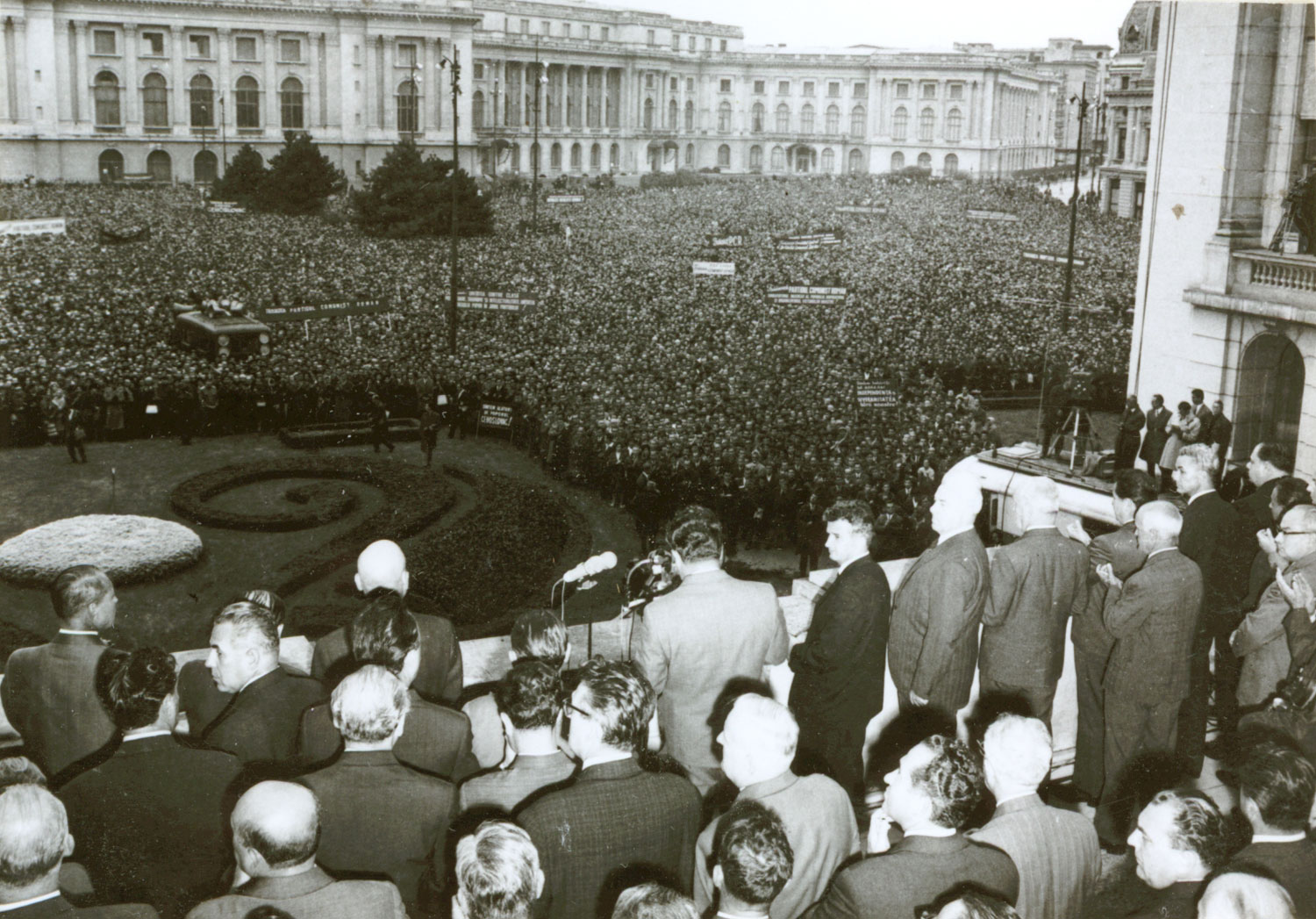
Nicolae Ceaușescu en agosto de 1968, dirigiéndose al pueblo y repudiando la intervención soviética en Checoslovaquia.

En los años 60 puso fin a la participación activa de Rumanía en la alianza militar del Pacto de Varsovia, destacando su condena a la invasión del Pacto de Varsovia a Checoslovaquia. En 1974, Ceaușescu fue nombrado presidente de la República, manteniendo su posición independiente en las relaciones internacionales. Por ello, su país fue uno de los pocos Estados pertenecientes a la órbita socialista que participaron en los Juegos Olímpicos de Los Ángeles 1984. Además, Rumanía fue el primer país del Bloque del Este en mantener relaciones oficiales con la Comunidad Europea.

Nicolae Ceaușescu y Leonid Brézhnev conversando.

En 1978 Ion Mihai Pacepa, un experimentado miembro de la Securitate, desertó a Estados Unidos, lo que fue un duro golpe para el régimen y lo llevó a rediseñar la arquitectura de la policía secreta. El libro de Pacepa, Horizontes rojos: Crónicas de un espía comunista (1986), señala que el régimen de Ceaușescu colaboró con extremistas árabes y realizó espionaje a industrias de países occidentales.

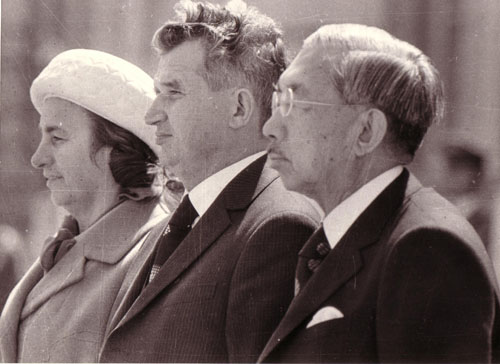
Ceaușescu con el emperador Hirohito en Tokio en 1975.

En 1982 recibió la visita del dirigente comunista español Santiago Carrillo, por entonces secretario general del Partido Comunista de España (PCE), pronunciándose "contra el emplazamiento de nuevos misiles en Europa y por la destrucción de los ya existentes". En un comunicado conjunto abogaron por la "reanudación de la Conferencia de Madrid sobre Seguridad y Cooperación en Europa".

#### Economía y sociedad
Ceaușescu rehusó poner en práctica medidas de liberalismo económico. La evolución de su régimen siguió la ruta empezada por Gheorghiu-Dej. Continuó con el programa de industrialización intensiva encaminado a la autosuficiencia económica del país que, desde 1959, ya había duplicado la producción industrial y había reducido la población campesina de un 78%, a finales de los años 40, a un 61% en 1966 y un 49% hacia 1971. Sin embargo, para Rumanía, a semejanza de otras repúblicas populares del Este, la industrialización no supuso la total ruptura social con el campo. Los campesinos regresaban periódicamente a las aldeas o residían en ellas, desplazándose diariamente a la ciudad en una práctica denominada naveta. Ésta permitía a los rumanos ejercer como campesinos y obreros al mismo tiempo.
Fueron fundando además universidades en ciudades pequeñas de Rumanía que sirvieron para formar a profesionales cualificados, como ingenieros, economistas, planificadores o juristas, necesarios para el proyecto de industrialización y desarrollo del país. La sanidad rumana también alcanzó mejoras y reconocimiento por parte de la Organización Mundial de la Salud (OMS). En mayo de 1969, Marcolino Candau, director general de esta organización, visitó Rumanía y declaró que las visitas del personal de la OMS a diversos establecimientos hospitalarios rumanos habían suscitado una impresión extraordinariamente buena.
Las transformaciones sociales y económicas se tradujeron en una mejora de las condiciones de vida de los rumanos. El crecimiento económico permitió unos mayores salarios que, combinados con los beneficios que el Estado ofrecía (asistencia médica gratuita, pensiones, educación universal gratuita a todos los niveles, etc.) supusieron un salto cualitativo en comparación con la situación de la población rumana en los años anteriores a la Segunda Guerra Mundial. Se permitieron ciertas retribuciones extra para los campesinos, los cuales comenzaron a producir más.
La policía política rumana, la Securitate, mantuvo un firme control sobre la libertad de expresión y los medios de comunicación y no toleró la existencia alguna de oposición. Además, Ceaușescu instituyó un culto a su persona, dándose a sí mismo el título de "Conducător" (conductor), teniendo también un cetro hecho para él. En 1972 Ceaușescu instituyó un programa de sistematización que fue promulgado como una forma de construir una «sociedad socialista desarrollada multilateralmente». El programa de demolición, construcción y reubicación empezó en las zonas rurales, terminando con el intento de remodelar completamente la ciudad de Bucarest, dañada por el terremoto de Vrancea de 1977. Una quinta parte de las construcciones de la capital rumana fueron demolidas y reemplazadas por nuevas edificaciones. El Palacio del Pueblo en Bucarest es el edificio que actualmente ocupa el Parlamento y en esa época llegó a ser el segundo edificio de oficinas más grande del mundo (después de El Pentágono). También planificó la demolición de múltiples localidades para trasladar a sus habitantes a edificios de bloques en las ciudades, como parte de su programa de urbanización e industrialización. Para pagar la deuda externa acumulada, producto de la industrialización acelerada en la década de 1970, ordenó la exportación de gran parte de la producción agrícola e industrial del país.

#### Caída y ejecución
El 17 de diciembre de 1989 Ceaușescu ordenó al Ejército y a la Securitate disparar contra la población civil que se manifestaba en la ciudad de Timișoara. La rebelión se extendió y llegó a Bucarest, donde el 22 de diciembre las Fuerzas Armadas se rebelaron y se unieron a los manifestantes. Ese día, Ceaușescu y su esposa Elena, junto a dos colaboradores, huyeron de Bucarest en un helicóptero. Llegaron a la residencia de Ceaușescu en Snagov, de donde volvieron a partir en helicóptero, pero aterrizaron cerca de Targoviște porque las Fuerzas Armadas habían restringido los vuelos en el espacio aéreo de todo el país. Luego de ser recogidos por un médico que los dejó en el camino, alegando problemas mecánicos, y un segundo automovilista a quien Ceaușescu afirmó que dirigiría una resistencia contra el golpe de Estado, el matrimonio Ceaușescu fue arrestado por la policía en un control de carretera y entregado a los militares insurrectos.
El 25 de diciembre Ceaușescu y su mujer fueron condenados a muerte por un tribunal militar en un juicio sumarísimo, bajo los siguientes cargos: genocidio de "60.000" personas en Timișoara (más tarde se descubriría que el Frente de Salvación Nacional había exagerado hasta 600 veces la cifra real de muertos por motivos propagandísticos, y que la mayoría de los cadáveres mostrados a la prensa internacional como testimonio de la "masacre" habían sido desenterrados de un cementerio para pobres), daño a la economía nacional, enriquecimiento injustificable (se acusó a los Ceaușescu de poseer mil millones de dólares depositados en cuentas bancarias en el extranjero, aunque nunca se demostró su existencia) y uso de las Fuerzas Armadas en acciones en contra de civiles, ejecutados por fusilamiento en un cuartel militar en Targoviște. Cuando era llevado al patíbulo, Ceaușescu exclamó "¡Viva la República Socialista de Rumanía! ¡La historia me vengará!" y murió mientras cantaba La Internacional. Luego, algunas escenas de esos sucesos fueron trasmitidas por la televisión rumana para calmar a la población, que festejaba la muerte del presidente y por primera vez festejaban la Navidad en décadas (ya que seguía habiendo combates entre partidarios y opositores a Ceaușescu). En 1990 un miembro del FSN admitió que los Ceauşescu fueron fusilados por 80 soldados y que recibieron 120 impactos de bala. Desde la ejecución de los Ceaușescu, la pena de muerte fue abolida en Rumanía.
El escritor uruguayo Eduardo Galeano utilizó el ejemplo del derrocamiento de los Ceaușescu en su libro Patas arriba. El mundo al revés para ilustrar la manipulación informativa:

«En vísperas de la Navidad de 1989, pudimos todos contemplar el más horrendo testimonio de las matanzas de Nicolae Ceaușescu en Rumania. Este déspota delirante, que se hacía llamar El Danubio Azul del Socialismo, había liquidado a 4.000 disidentes en la ciudad de Timișoara. Vimos muchos de esos cadáveres, gracias a la difusión mundial de la televisión y gracias al buen trabajo de las agencias internacionales que nutren de imágenes a los diarios y a las revistas. Las hileras de muertos, deformados por la tortura, estremecieron al mundo. Después, algunos diarios publicaron la rectificación, que pocos leyeron: la matanza de Timișoara había ocurrido pero había cobrado un centenar de víctimas, incluyendo a los policías de la dictadura, y aquellas imágenes espeluznantes no habían sido más que una puesta en escena. Los cadáveres no tenían nada que ver con esa historia, y no habían sido deformados por la tortura, sino por el paso del tiempo: los fabricantes de noticias los habían desenterrado de un cementerio y los habían puesto a posar ante las cámaras.»

## Premios
Ceausescu era doctor honoris causa de la Universidad de Bucarest (1973), de la Universidad Libanesa (1974), de la Universidad de Buenos Aires (1974), de la Universidad Autónoma de Yucatán (1975), de la Universidad de Niza (1975), de la Universidad de Liberia (1988) y de la República Popular Democrática de Corea (1988).
De su país tenía tres títulos de Héroe de la República Socialista de Rumania, otorgados en 1971, 1978 y 1988. Este título era el más alto honor de Rumania e iba acompañado de una medalla y una Orden de la Victoria del Socialismo (cada uno). Ya en 1964, Ceausescu había recibido el segundo más alto honor rumano: título y medalla de Héroe del Trabajo Socialista. Además contaba con la Orden del Trabajo, la Orden de la Defensa de la Patria, la Orden de la Estrella de la República Popular Rumana, la Medalla al Mérito Militar y la Medalla Conmemorativa del 5.º Aniversario de la República Popular Rumana.
Entre las condecoraciones extranjeras de Ceaușescu se cuentan la Legión de Honor, la más importante de Francia; la del Caballero de Gran Cruz adornada con el Gran Cordón de la Orden al Mérito de la República Italiana, la más alta de ese país; la Clase Especial de la Gran Cruz de la Orden del Mérito, la más alta de Alemania Federal, en 1971; la Orden de José Martí, Cuba, 1973, una de las distinciones más altas de Cuba, que se otorga a ciudadanos cubanos o extranjeros por sus servicios a la causa de la paz o logros sobresalientes en la educación, la cultura, las ciencias, los deportes o el trabajo creativo; Orden El Sol, Perú en 1973; el Collar de la Orden del Libertador San Martín, condecoración más importante de la Argentina, en 1974; la Orden de la Cruz del Sur, Brasil, 1975; la Medalla de Oro de Atenas (1976); la Medalla Conmemorativa XX Aniversario del Asalto al Cuartel Moncada (Cuba, 1976); la Medalla Conmemorativa del 35.º Aniversario de la Liberación de Rumania y la Medalla de Oro y placa del Instituto de Relaciones Internacionales de Roma (1979); el Collar de la Orden del Mérito Civil de España (1979), la Medalla Stara Planina de Bulgaria (1983); la Orden Olímpica del Comité Olímpico Internacional por no participar del boicot a las Olimpíadas de Los Ángeles de 1984; y la Orden de Karl Marx, Alemania Democrática, en 1988 por defender el marxismo rechazando las reformas de Gorbachov.
Había recibido de la URSS la Orden de Lenin dos veces (1973 y 1988), la Medalla Conmemorativa del 30.º Aniversario de la Victoria en la Gran Guerra Patria de 1941-1945 (1975) y la Orden de la Revolución de Octubre (1983); pero todas fueron revocadas en 1990.
También era caballero de la Orden del Elefante de Dinamarca desde 1980, caballero gran cruz de honor de la Orden del Baño del Reino Unido desde 1978, caballero gran cruz de la Orden de San Olaf; pero éstas le fueron revocadas en 1989 (la primera el 23 de diciembre y la segunda al día siguiente).

## Legado

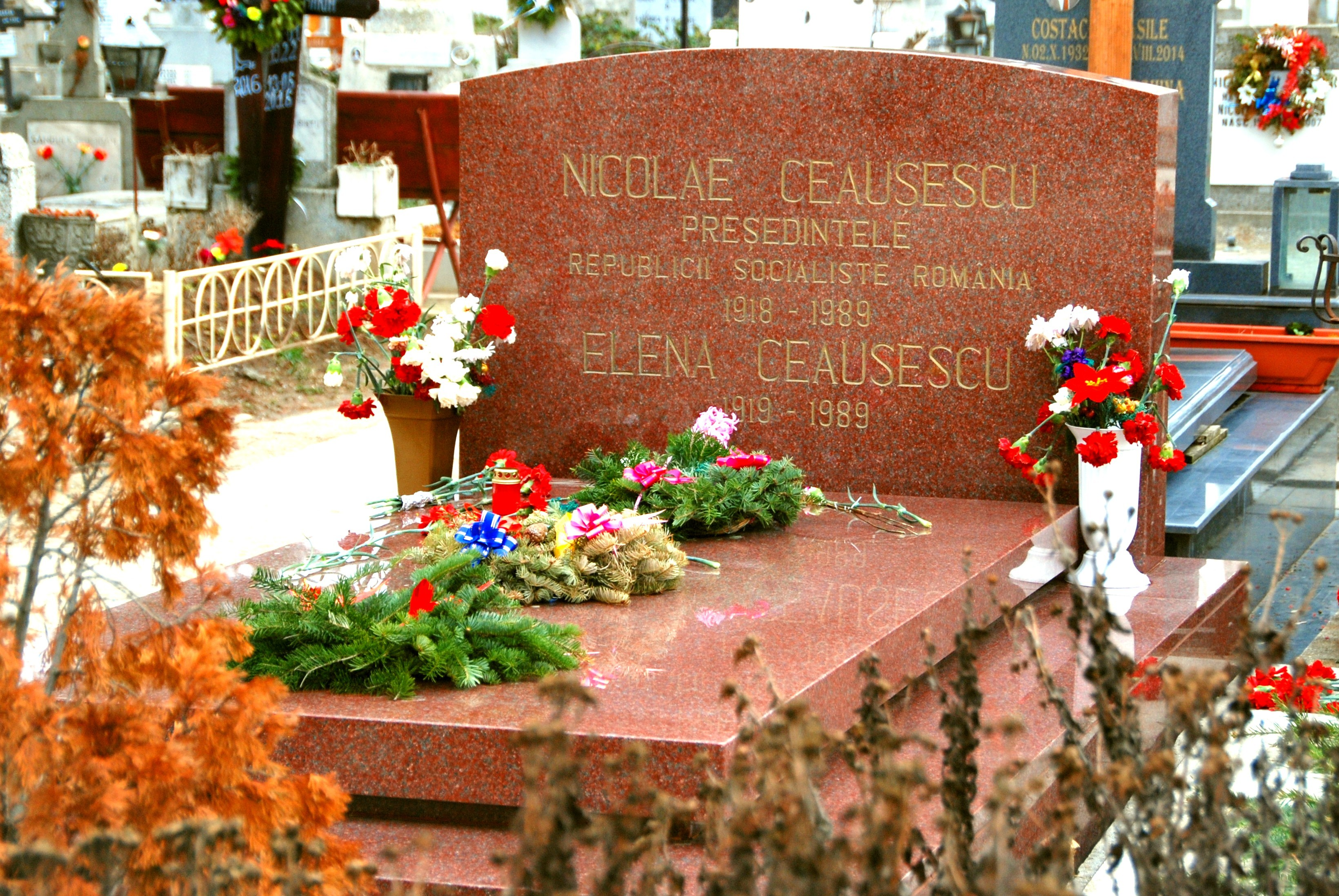
Actual tumba del matrimonio de Nicolae y Elena Ceaușescu.

En Rumania, algunos creían que la tumba de Ceaușescu en el cementerio civil de Ghencea (Bucarest) no contenía su cuerpo. El 21 de julio de 2010 comenzó la exhumación de los cadáveres de Nicolae y de su esposa Elena para someter sus restos a pruebas de ADN y poder verificar así las identidades de los restos enterrados en el cementerio civil de Ghencea. El miércoles 4 de noviembre de 2010 el Instituto de Medicina Legal de Rumania anunció oficialmente que las muestras de ADN demostraban que Ceaușescu efectivamente estaba enterrado en el cementerio de Ghencea, en Bucarest. Sin embargo, el cadáver de Elena se encontraba tan deteriorado, debido al ensañamiento que sufrió a manos del pelotón de fusilamiento, que no se pudo recoger material suficiente para una prueba fiable. Finalmente, en diciembre de 2010, los cuerpos de los Ceaușescu fueron enterrados juntos en una nueva tumba bajo una lápida de granito rojo, dado que, anteriormente, estaban enterrados en sepulcros separados por varios metros. Dado el ateísmo de la pareja, la tumba carece de cruces u otros símbolos religiosos. La lápida lleva la inscripción: "Nicolae Ceaușescu, presidente de la República Socialista de Rumania, 1918-1989, Elena Ceausescu, 1919-1989". En 2007 la casa donde Ceaușescu nació y se crio fue convertida en un museo. En 2010 se emplazó en su ciudad natal, Scornicesti, una estatua de mármol blanco y tres metros de altura. Ambos proyectos son promovidos por Emil Bărbulescu, el sobrino de Ceaușescu. El poeta rumano Adrian Păunescu le dedicó al matrimonio Ceaușescu una poesía titulada «Llanto por el viejo». El director rumano Andrei Ujica realizó la película Autobiografia lui Nicolae Ceaușescu ("La autobiografía de Nicolae Ceaușescu") íntegramente con escenas de los antiguos archivos del gobierno comunista. Fue selección oficial del Festival de Cannes de 2010.

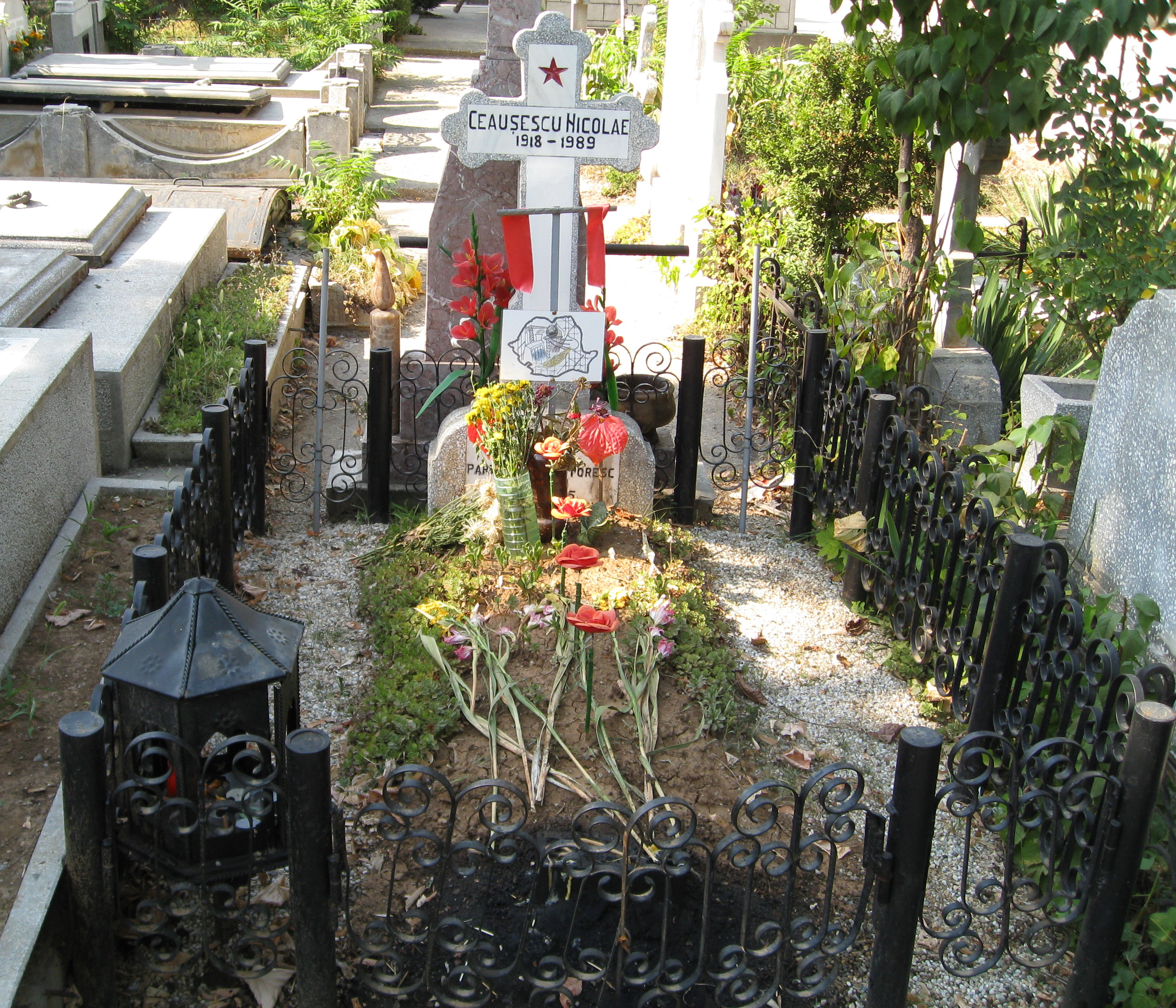
Primer sitio de sepultura de N. Ceaușescu.

La difícil situación económica en la Rumania postcomunista ha hecho que muchos rumanos, particularmente campesinos, desempleados y miembros de minorías étnicas, reivindiquen la figura de Ceauşescu y el legado de la República Socialista. Según una encuesta realizada en 2014, el 69% de los rumanos considera que el país estaba mejor bajo el comunismo, y un 66% votaría por Ceauşescu para presidente.